# Pańćatanmatrikośa
Pańćatanmātrikośa (trl. pańcatanmātrikośa) – termin wedantyczny oznaczający ciało (kośa) pięciu tanmatr (pięciu subtelnych form żywiołów)